# Pioneer–10
Pioneer–10 (angol: úttörő)  amerikai bolygóközi űrszonda, amit a Pioneer-program keretében indítottak a Jupiter körzetébe. A Pioneer-program másik űrszondája a Pioneer–11 volt.

## Küldetés

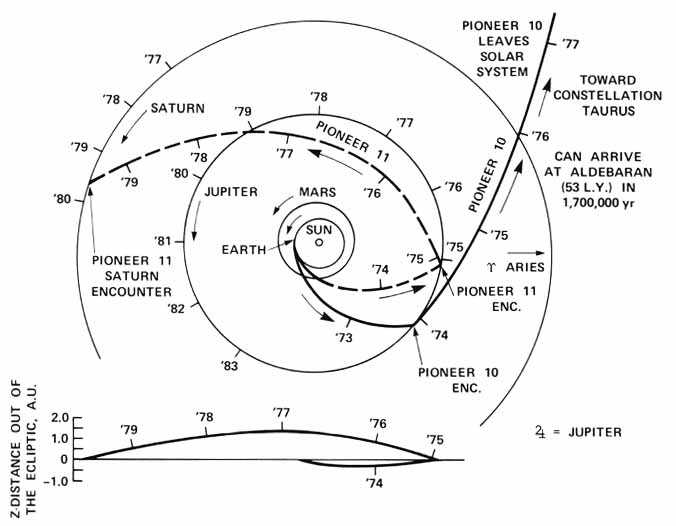
A Pioneer szondák útja

A Pioneer–10 volt az első űrszonda, amely megközelítette a Jupitert; az első ember készítette objektum, amely elhagyja a Naprendszert (a bolygók övezetét); az első űreszköz, amely indításakor a pálya hintamanőverrel történő módosítását előre betervezték.
1998-ig a Pioneer–10 volt a legtávolabbi űreszköz a Földtől, de azóta a Voyager–1 megelőzte. Ennek ellenére a Pioneer–10, ha később is, de kijut a Naprendszerből, és elkezdi csillagközi utazását.

## Jellemzői
1972. március 3-án a Cape Canaveral rakétabázisról egy Atlas–Centaur hordozórakétával, hintamanőver alkalmazásával indították.
1973. december 3-án 200 000  kilométerre közelítette meg a Jupitert, ahol közelképeket készített, majd a csillagközi tér fele vette az irányt. Felfedezte a Jupiter mágneses terét és gyűrűit. Fedélzeti műszerei 1997. március 31-én beszüntették a működést a kimerült energiaforrás miatt, de a szonda folytatja útját, és kb. két millió év múlva megközelíti a 68 fényévre lévő Aldebaran csillagot. A Doppler adatok szerint a Pioneer–10 és Pioneer–11 ismeretlen okból a vártnál erősebben lassul, ezt nevezzük Pioneer-anomáliának.
2003-ban, 31 évnyi adatszolgáltatás után végleg megszakadt vele a kapcsolat.

## Az üzenet

A Pioneer-10 vázlatos felépítése

Az űrszonda végső célja a vörös Aldebaran, a Bika csillagkép legfényesebb csillaga, amelyet mintegy 2 millió év múlva ér el. Útnak indítói arra a valószínűtlen esetre is felkészítették, ha netán értelmes élőlények találnák meg: a fedélzeten egy olyan aranyozott alumíniumlemezt helyeztek el, amely a Naprendszerről, Földünkről és az emberiségről tartalmaz fontos információkat.

## Az űrszonda felépítése
A legszélső pontjaitól számolva az űrszonda hossza 2,9 méter, szélessége 2,7 méter volt, tömege 270 kg. Tengelye körüli forgással stabilizálta magát, percenként öt fordulatot tett. Hat kisebb hajtómű végezte a tájolást és a forgás irányítását.
Az elektromos energia négy radioizotópos termoelektromos generátorból (RTG) származott. Ezek teljesítménye indításkor 40 W volt. Az RTG-k két különálló oszlopon voltak elhelyezve. Ezek 120°-os szöget zártak be egymással. Egy harmadik oszlop tartotta a magnetométert. A Pioneer–10 fedélzetén 11 műszer volt.